# Emil Weyr
Emil Weyr (Praga, 1 de julho de 1848 — Viena, 25 de janeiro de 1894) foi um matemático austro-húngaro.
Nascido em Praga, Weyr estudou na Universidade Técnica Checa em Praga, onde foi aluno de Heinrich Durège e Wilhelm Fiedler. Conhecido por diversas publicações sobre geometria.